# Drepana falcataria
Drepana falcataria là một loài bướm đêm thuộc họ Drepanidae. Loài này có ở châu Âu, qua Xibia tới Đông Á.

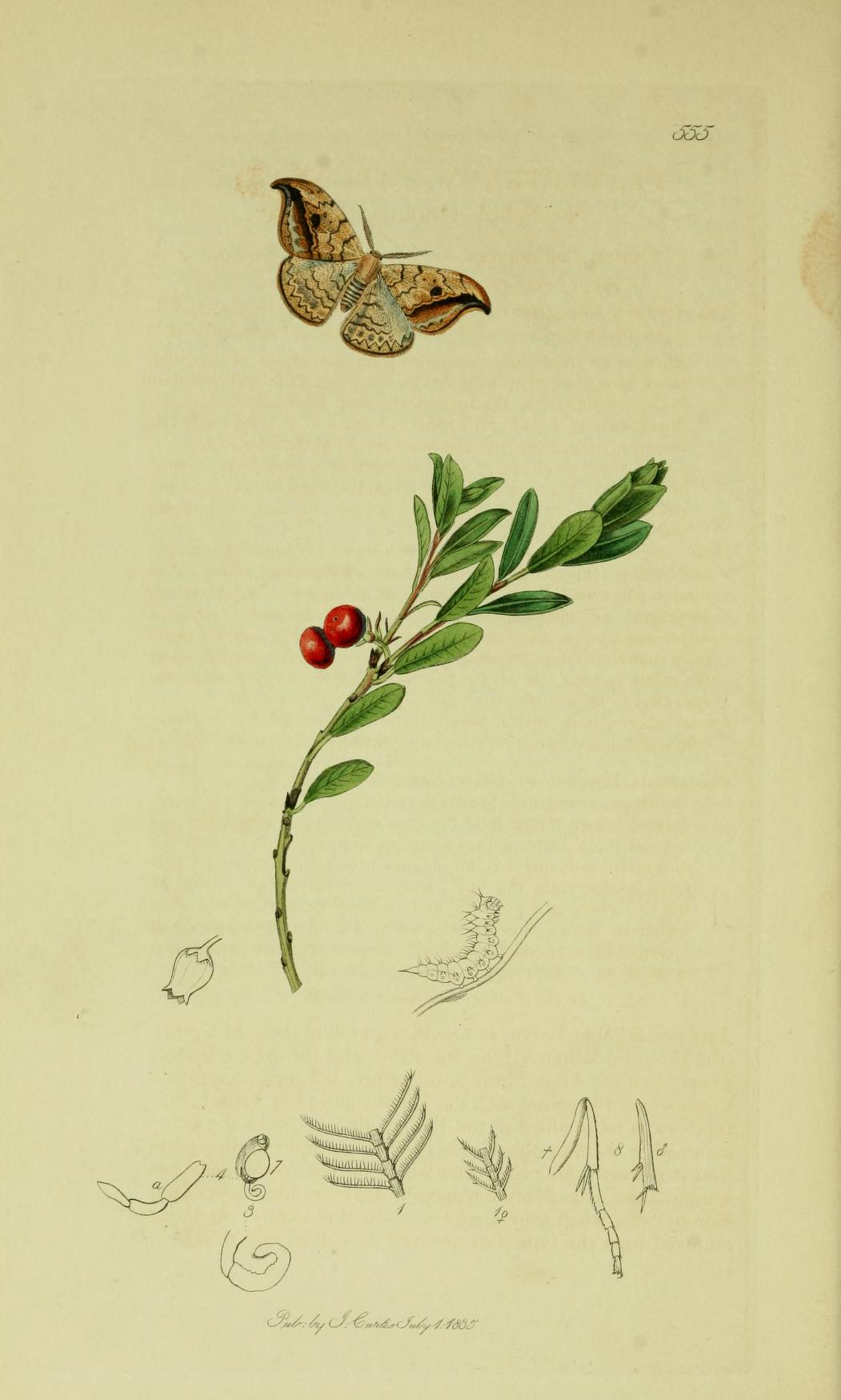
Minh họa từ John Curtis's British Entomology Volume 6

Sải cánh dài 27–35 mm. Con trưởng thành bay từ tháng 4 đến tháng 8 tùy theo địa điểm.
Ấu trùng ăn bạch dương và sometimes Alder.

## Hình ảnh

♂
♂ △
♀
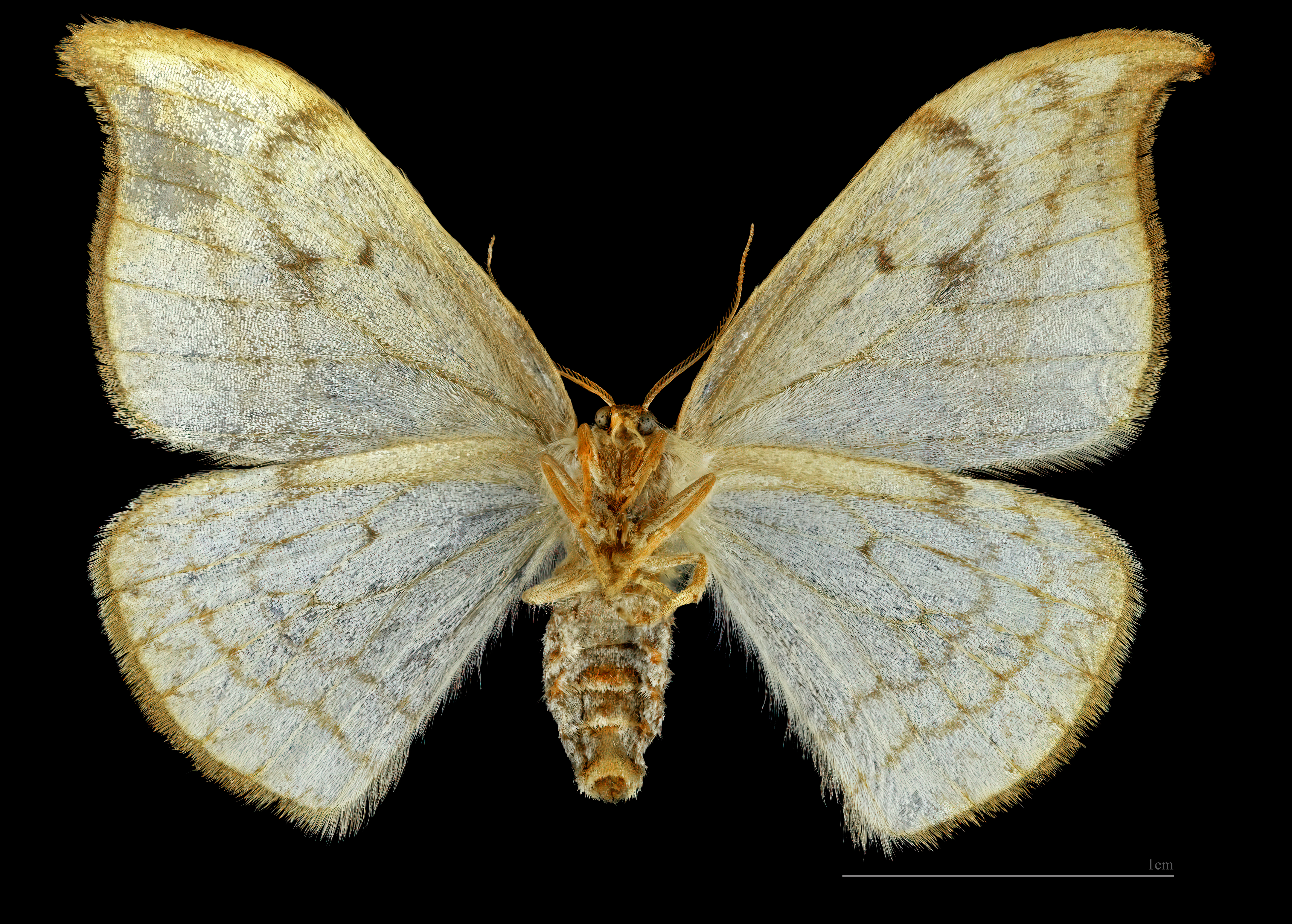
♀ △

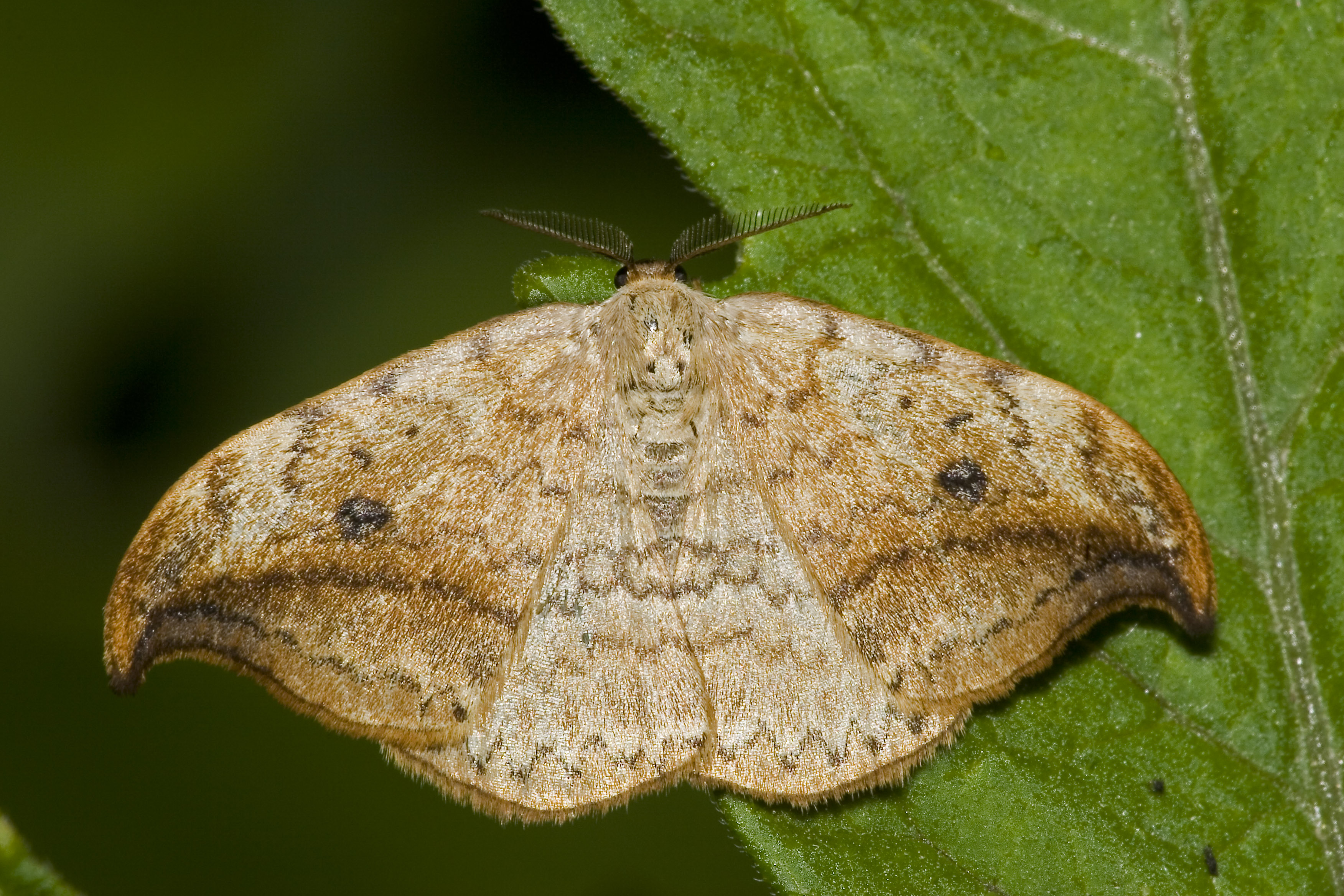
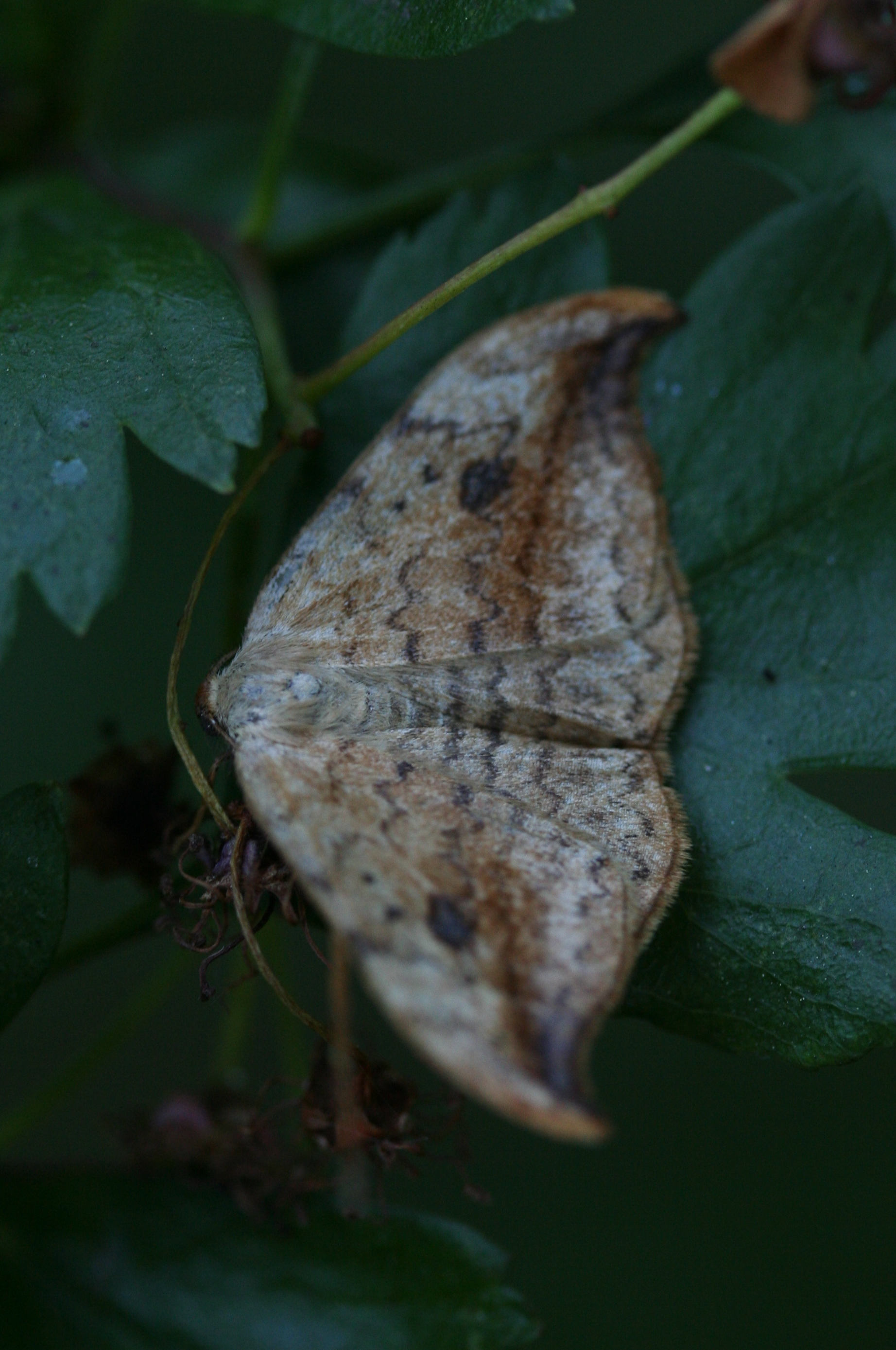